# Keri (fédaï)
 (août 2022).
La mise en forme du texte ne suit pas les recommandations de Wikipédia : il faut le « wikifier ».
Les points d'amélioration suivants sont les cas les plus fréquents. Le détail des points à revoir est peut-être précisé sur la page de discussion.
- Les titres sont pré-formatés par le logiciel. Ils ne sont ni en capitales, ni en gras.
- Le texte ne doit pas être écrit en capitales (les noms de famille non plus), ni en gras, ni en italique, ni en « petit »…
- Le gras n'est utilisé que pour surligner le titre de l'article dans l'introduction, une seule fois.
- L'italique est rarement utilisé : mots en langue étrangère, titres d'œuvres, noms de bateaux, etc.
- Les citations ne sont pas en italique mais en corps de texte normal. Elles sont entourées par des guillemets français : « et ».
- Les listes à puces sont à éviter, des paragraphes rédigés étant largement préférés. Les tableaux sont à réserver à la présentation de données structurées (résultats, etc.).
- Les appels de note de bas de page (petits chiffres en exposant, introduits par l'outil «  Source ») sont à placer entre la fin de phrase et le point final[comme ça].
- Les liens internes (vers d'autres articles de Wikipédia) sont à choisir avec parcimonie. Créez des liens vers des articles approfondissant le sujet. Les termes génériques sans rapport avec le sujet sont à éviter, ainsi que les répétitions de liens vers un même terme.
- Les liens externes sont à placer uniquement dans une section « Liens externes », à la fin de l'article. Ces liens sont à choisir avec parcimonie suivant les règles définies. Si un lien sert de source à l'article, son insertion dans le texte est à faire par les notes de bas de page.
- La présentation des références doit suivre les conventions bibliographiques. Il est recommandé d'utiliser les modèles {{Ouvrage}}, {{Chapitre}}, {{Article}}, {{Lien web}} et/ou {{Bibliographie}}. Le mode d'édition visuel peut mettre en forme automatiquement les références.
- Insérer une infobox (cadre d'informations à droite) n'est pas obligatoire pour parachever la mise en page.

Pour une aide détaillée, merci de consulter Aide:Wikification.
Si vous pensez que ces points ont été résolus, vous pouvez retirer ce bandeau et améliorer la mise en forme d'un autre article.
 (août 2022).
Si vous disposez d'ouvrages ou d'articles de référence ou si vous connaissez des sites web de qualité traitant du thème abordé ici, merci de compléter l'article en donnant les références utiles à sa vérifiabilité et en les liant à la section « Notes et références ».
 (août 2022).
Arshag Kavafian (arménien : Արշակ Գաւաֆեան), plus connu sous son nom de guerre Keri (arménien : Քեռի), né en 1858 à Erzurum et mort le 15 mai 1916 à Rawanduz, est un fédaï arménien, membre de la Fédération révolutionnaire arménienne.

## Biographie
Arshag Kavafian est né à Erzurum. Il est diplômé de l'école arménienne locale. Il participe très tôt aux activités de résistance arménienne.
En 1895, lors des massacres hamidiens à Erzurum, il dirige un groupe armé pour protéger le peuple arménien de la région et devient rapidement leur chef spirituel.
Il déménage dans le Sassoun en 1903 et prend part au soulèvement de la région en 1904.
Après avoir déménagé au Vaspurakan, il est l'un des organisateurs de l'autodéfense arménienne du Zangezur (en particulier, Angeghakot) lors des massacres arméno-tatars.
Il participe ensuite à la révolution constitutionnelle persane de 1908 à 1912, lors de laquelle il côtoie Yeprem Khan. A la mort de ce dernier, il fait liquider ses assassins et prend la tête des troupes caucasiennes.

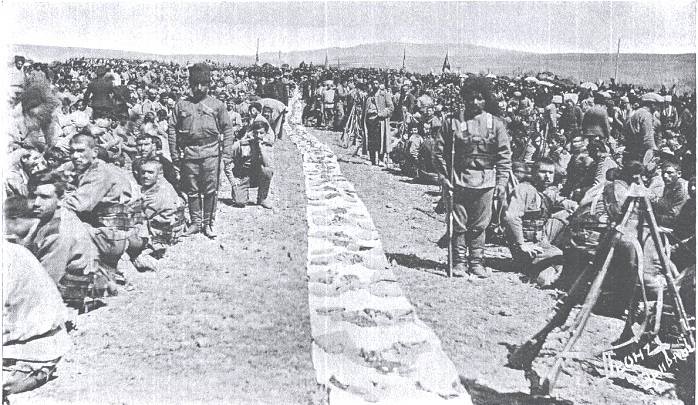
4e bataillon arménien

Après le début de la Première Guerre mondiale, Keri devient le commandant du 4e bataillon de volontaires arméniens de l'armée impériale russe en 1914. Il prend part à la bataille de Sarikamish au col de Barduz. La victoire esy largement déterminée par le courage des soldats arméniens et le génie militaire de Keri, qui relève les troupes russes et arméniennes assiégées à Rawanduz en 1916.

« The battle of Sarikamish, which the British press boomed as an enormous Russian success, was absolutely won by the courage and determination of the Armenian soldiers in the Russian army, and by the military genius of Arshak Gavafian (familiarly known as Keri), whose gallant life was lost in the battle of Rowanduz, where he inflicted another heavy defeat on the Turks and saved the situation. If it were not for Keri and Armenian soldiers, the Sarikamish battle would have been lost, and the Turkish army would have reached Tiflis. - Diana Abgar, On the Cross of Europe's Imperialism, Armenia Crucified »

En 1916, alors qu'il se rend à Mossoul depuis Rawanduz, Keri et son détachement sont encerclés et, alors qu'ils tentent une percée, il est tué au combat. Après sa mort, son corps est transféré à Tbilissi et enterré dans le cimetière arménien de Khojivank.